# Sportclub Telstar Vrouwenvoetbal Noord-Holland
Lo Sportclub Telstar Vrouwenvoetbal Noord-Holland, meglio noto come SC Telstar VVNH o più semplicemente come Telstar, è una squadra di calcio femminile olandese, sezione dell'omonimo club con sede nella città di Velsen. Attiva dal 2011 al 2017 per poi riprendere l'attività agonistica dall'estate 2023, ha partecipato sia alla BeNe League, il campionato unificato di Belgio e Paesi Bassi, sia all'Eredivisie, massima serie del campionato olandese.

## Storia
La squadra venne istituita nel 2011 e iscritta alla stagione 2011-2012 di Eredivisie, il massimo livello del campionato olandese. La prima partecipazione all'Eredivisie si concluse col terzo posto in classifica. Nel 2012 le federazioni calcistiche di Belgio e Paesi Bassi si accordarono per istituire un campionato unificato, creando la BeNe League, per la quale vennero concesse le licenze di partecipazione; il Telstar ottenne una delle licenze concesse dalla KNVB. Nella prima edizione il Telstar concluse al quinto posto il girone olandese, per poi concludere al primo posto il girone B per i piazzamenti. Nelle due stagioni successive il Telstar ottenne un quinto e un sesto posto nella classifica generale. Nel 2015 la BeNe League venne sciolta e il Telstar venne iscritto nuovamente in Eredivisie per la stagione 2015-2016. Il campionato venne concluso al quinto posto e analoga posizione venne ottenuta al termine della stagione 2016-2017.
Già il 1º marzo 2017 venne comunicato che al termine della stagione la società sarebbe stata sciolta e la squadra trasferita ad Alkmaar, dove la squadra comunque si stava già allenando, per far nascere per la stagione seguente il Vrouwenvoetbalvereniging Alkmaar.
Dopo un'assenza di cinque anni la società decise di ricostituire la squadra femminile e a partire dalla stagione 2022-2023 di iscriverla al campionato di Eredivisie. Nella stagione del ritorno la squadra, affidata alla guida tecnica di Marelle Worm, a fine campionato si classificò al decimo posto, venendo inoltre eliminato dal PSV agli ottavi di finale della KNVB Cup.

## Statistiche e record

### Partecipazione ai campionati
| Livello | Categoria   | Partecipazioni | Debutto   | Ultima stagione | Totale |
| ------- | ----------- | -------------- | --------- | --------------- | ------ |
| 1º      | Eredivisie  | 5              | 2011-2012 | 2023-2024       | 8      |
| 1º      | BeNe League | 3              | 2012-2013 | 2014-2015       | 8      |

### Partecipazione alle coppe
| Competizione          | Partecipazioni | Debutto   | Ultima stagione | Totale |
| --------------------- | -------------- | --------- | --------------- | ------ |
| Coppa dei Paesi Bassi | 8              | 2011-2012 | 2023-2024       | 8      |